# رافائل دیاس
رافائل دیاس (انگلیسی: Rafaël Dias؛ زادهٔ ۲۹ ژانویهٔ ۱۹۹۱) بازیکن فوتبال اهل فرانسه است.
از باشگاه‌هایی که در آن بازی کرده‌است می‌توان به باشگاه فوتبال سوشو اشاره کرد.
وی همچنین در تیم‌های ملی فوتبال France national under-15 football team, France national under-16 football team، و زیر ۲۰ سال پرتغال بازی کرده‌است.